# Alfa Monocerotis
Alfa Monocerotis (α Mon) je druhá nejjasnější hvězda v souhvězdí Jednorožce. Je to oranžový obr vzdálený od Země asi 144 světelných let.